# Миеричауа (Горж)
Миеричауа (рум. Miericeaua) насеље је у Румунији у округу Горж у општини Крушет. Oпштина се налази на надморској висини од 195 m.

## Становништво
Према подацима из 2002. године у насељу је живело 290 становника, од којих су сви румунске националности.